# 廖文豪
廖文豪（1960年－），國立成功大學電機系學士、國立臺灣大學電機系計算機科學碩士，現任中華圖象字教育有限公司執行長。曾任國立臺北商業大學資訊管理系副教授、圖書館館長、電腦中心主任，專長為資料庫管理、資料模型、資料倉儲、資料採礦、等。